# آرژنینو سوکسینات سنتاز
آنزیم آرژینینو سوکسینات سنتاز (یا سنتتاز) نوعی آنزیم است که سنتز آرژینینو سوکسینات را از سیترولین و آسپارتات کاتالیز می‌کند. این آنزیم مسئول مرحله سوم چرخه اوره و یکی از واکنش‌های چرخه سیترولین-NO است.

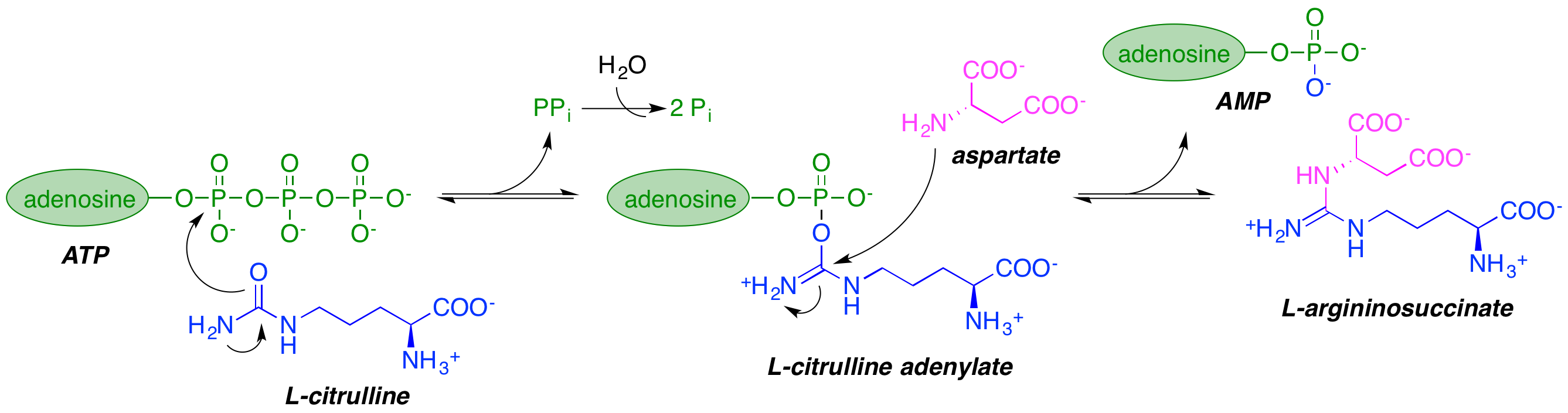
واکنشی که توسط آنزیم آرژینینو سوکسینات سنتاز کاتالیز می‌شود.